# Теллурит натрия
Теллурит натрия — неорганическое соединение, теллурит щелочного металла натрия и теллуристой кислоты с формулой Na2TeO3, бесцветные (белые) кристаллы, растворимые в воде.

## Получение
- Растворение диоксида теллура в разбавленном растворе гидроксида натрия:

{\displaystyle {\mathsf {TeO_{2}+2NaOH\ {\xrightarrow {}}\ Na_{2}TeO_{3}+H_{2}O}}}
- Сплавление диоксида теллура и оксида натрия:

{\displaystyle {\mathsf {TeO_{2}+2Na_{2}O\ {\xrightarrow {}}\ Na_{2}TeO_{3}}}}
- Растворение теллуристой кислоты в концентрированном растворе гидроксида натрия:

{\displaystyle {\mathsf {H_{2}TeO_{3}+2NaOH\ {\xrightarrow {}}\ Na_{2}TeO_{3}+2H_{2}O}}}

## Физические свойства
Теллурит натрия образует бесцветные (белые) кристаллы, хорошо растворимые в холодной воде с гидролизом по аниону.

## Химические свойства
- В концентрированных растворах обратимо образует пиротеллурит натрия:

{\displaystyle {\mathsf {2Na_{2}TeO_{3}+H_{2}O\ {\xrightarrow {}}\ Na_{2}Te_{2}O_{5}+2NaOH}}}
- Разбавленные кислоты вытесняют теллуристую кислоту:

{\displaystyle {\mathsf {Na_{2}TeO_{3}+2HNO_{3}\ \xrightarrow {0^{o}C} \ H_{2}TeO_{3}+2NaNO_{3}}}}
- Разбавленные кислоты разлагают до диоксида теллура:

{\displaystyle {\mathsf {Na_{2}TeO_{3}+2HNO_{3}\ \xrightarrow {80^{o}C} \ TeO_{2}\downarrow +2NaNO_{3}+H_{2}O}}}
- Окисляется кислородом воздуха до теллурата натрия:

{\displaystyle {\mathsf {2Na_{2}TeO_{3}+O_{2}\ {\xrightarrow {450^{o}C}}\ 2Na_{2}TeO_{4}}}}
- При сплавлении с перекисью натрия образует ортотеллурат натрия:

{\displaystyle {\mathsf {2Na_{2}TeO_{3}+4Na_{2}O_{2}\ {\xrightarrow {700^{o}C}}\ 2Na_{6}TeO_{6}+O_{2}}}}
- Та же реакция с перекисью натрия в горячей концентрированной гидроокиси натрия приводит к образованию тетрагидроортотеллурата натрия:

{\displaystyle {\mathsf {Na_{2}TeO_{3}+Na_{2}O_{2}+3H_{2}O\ {\xrightarrow {90^{o}C}}\ Na_{2}H_{4}TeO_{6}\downarrow +2NaOH}}}
- Является окислителем:

{\displaystyle {\mathsf {Na_{2}TeO_{3}+2Na[Sn(OH)_{3}]+3H_{2}O\ {\xrightarrow {NaOH}}\ Te\downarrow +2Na_{2}[Sn(OH)_{6}]}}}
- Является восстановителем:

{\displaystyle {\mathsf {Na_{2}TeO_{3}+Cl_{2}+2NaOH+H_{2}O\ {\xrightarrow {}}\ Na_{2}H_{4}TeO_{6}\downarrow +2NaCl}}}

## Применение
- Промежуточный продукт при получении теллура из шлама[1].
- Используется в изготовлении коррозионно-стойкого никелевого покрытия[1].
- Может применяться в бактериологии[1].